# José García Barzanallana
José García Barzanallana y García de Frías (Madrid, 24 de febrero de 1819 - Madrid, 21 de febrero de 1903). Abogado y político español. Fue ministro de Hacienda durante el reinado de Alfonso XII.

## Biografía
De familia asturiana, fue hijo del político y jefe de aduanas Juan García Barzanallana, y hermano del también político Manuel García Barzanallana. Licenciado en Derecho por la Universidad de Barcelona en 1839 su carrera política se inicia en 1857 cuando obtuvo un acta de diputado por el distrio de Alcañiz (provincia de Teruel). En los dos siguientes procesos electorales no resultó elegido por lo que no retornó al Congreso hasta 1864 cuando obtuvo un escaño por la circunscripción de Lugo. En 1864 fue nombrado director general de Deuda Pública, en el ministerio de Hacienda. 
Repitió como diputado en las elecciones de 1867 por la provincia de Guadalajara y tras la Gloriosa, en 1876, resultó elegido senador por Lugo pasando en 1877 a ser nombrado senador vitalicio.
Fue ministro de Hacienda entre el 25 de julio de 1876 y el 11 de julio de 1877 en varios de los gobiernos que presidió Cánovas.
Durante su larga carrera en la Administración Pública ocupó entre otros los cargos de director de Aduanas, de Impuestos y de la Deuda, presidente del Tribunal de Cuentas (1884-1889), gobernador del Banco de España (1895-1897), y director de la Compañía Arrendataria de Tabacos. 
También dirigió el diario madrileño "El Tiempo" en 1870 y fue académico de las Academias de la Historia y de Ciencias Morales, Políticas y de Jurisprudencia.
Es autor de numerosas obras de contenido económico entre las que destacan: "Lecciones de legislación de Aduanas" (1850); "Breves reflexiones sobre el comercio español y la renta de Aduanas" (1854); "La liga aduanera Ibérica" (1862); "Política comercial de España" (1868); "La contribución territorial en España" (1884); y "La población de España" (1872).